# مضاعفات ارتفاع ضغط الدم

المضاعفات الرئيسية لفرط ضغط الدم

مضاعفات ارتفاع ضغط الدم هي النتائج السريرية التي يسببها ارتفاع ضغط الدم لفترة طويلة. يعد ارتفاع ضغط الدم عامل خطر لجميع الأعراض السريرية للتصلب العصيدي حيث أنه أحد عوامل خطر التصلب العصيدي ذاته. كما أنه من العوامل المؤهِّبة لقصور القلب ومرض القلب التاجي  و السكتة و اعتلال الكلى ومرض الشريان المحيطي. وقد يشكل ارتفاع ضغط الدم في الدول المتقدمة أحد أهم عوامل الخطر  للإصابة بأمراض القلب الوعائية وكذلك ارتفاع معدل الوفيات.  

## المضاعات المؤثرة على القلب

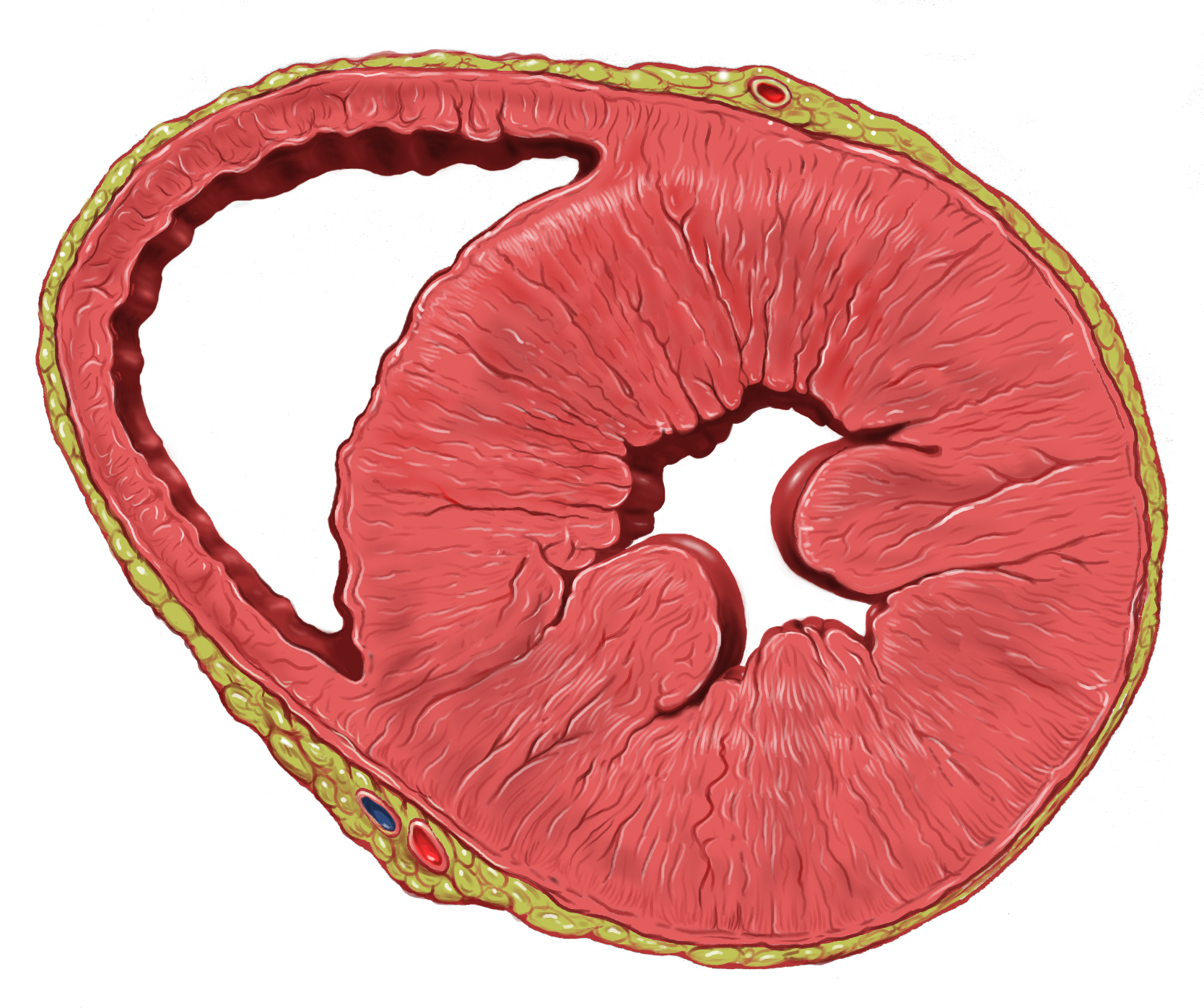
تضخم البطين الأيسر.

يحدث مرض القلب الضغطي نتيجة لتغيرات  بنائية ووظيفة تؤدي إلى تضخم البطين الأيسر و قصور القلب الانبساطي و قصور القلب الاحتقاني وكذلك تؤدي عيوب تدفق الدم  إلى مرض القلب التاجي والتصلب العصيدي والمرض المجهري الوعائي واضطراب النظم القلبي. فالإصابة بتضخم البطين الأيسر تزيد من مخاطر الإصابة بالسكتة و قصور القلب وموت القلب المفاجئ. من الممكن أن يؤدي التحكم في ارتفاع ضغط الدم إلى تراجع تضخم البطين الأيسر وعكسه وتقلل من خطر الإصابة بأمراض القلب الوعائية. وحيث أن تضخم البطين الأيسر يظهر في 25% من المرضى المصابين بارتفاع ضغط الدم  ويمكن بسهولة تشخيصه بتخطيط صدى القلب. ثمة آليتان لتضخّم البطين الأيسر من فرط ضغط الدم: ميكانيكية تؤدي عادةً إلى تضخم الخلايا العضلية؛ وعصبية هرمونية تؤدي عادةً إلى تكاثر الخلايا الليفية اليافعة.
من الأمراض الشائعة لدى المصابين بفرط ضغط الدم مرض قلبي وعائي عديم الأعراض والذي ينتهي بقصور القلب وذلك نتيجة اضطراب في وظيفة الضغط الانبساطي. لا يتأثر الجزء المقذوف عند مرضى قصور القلب الانبساطي وذلك لأنه مقياس للوظيفة الانقباضية للقلب. يعد الخلل في الوظيفة الانبساطية إحدى التبعات القلبية المُبكّرة لفرط ارتفاع الضغط، ويتفاقهم الخلل بتضخّم البطين الأيسر ونقص التروية.

## المضاعات المؤثرة على الدماغ
يعد فرط ضغط الدم عامل خطر لاحتشاء الدماغ ونزفه، فحوالي 85% من السكتات الدماغية تؤدي إلى الاحتشاء والتي بدورها تسبب النزف، سواءً النزف المخي أو النزف تحت العنكبوتية. وترتفع حالات الإصابة بالسكتة تدريجياً عند زيادة مستويات ضغط الدم وبخاصة ضغط الدم الانقباضي لدى الأشخاص بعمر 65 عاماً. فاستخدام خافضات ضغط الدم يقلص من حالات الإصابة بنقص التروية والسكتات الدماغية النزفية.
يرتبط فرط ضغط الدم أيضاً بالهذيان في كبار السن، ويتربط أيضاً بالنقص الإدراكي والخرف وقد يسبب احتشاءً بسيطًا يؤدي إلى انسداد في الوعاء «الاستراتيجي» الكبير. تؤدي الاحتشاءات الجوبية المتعددة إلى مرض انسداد الوعاء الصغير مما ينتج عنها إقفار المادة البيضاء التي تحت القشرة. وتشير عدة تجارب سريرية إلى أن العلاج المستخدم لخفض ضغط الدم له أثر مفيد على الوظيفة الإدراكية على الرغم من أن ذلك لايزال تحت الدراسة. 
يبقى معدل جريان الدم في الدماغ ثابتًا لا يتغيّر على اختلاف واسع في الضغط الشرياني ( مايعنيأن نسبة الضغط الشرياني تتراوح من 50-150 مليمتر زئبق ) وذلك عبر عملية التنظيم الذاتي لتدفق الدم. يتضمن الاعتلال الدماغي المصاحب لارتفاع ضغط الدم عدة إشارات وأعراض كالصداع والغثيان والتقيؤ (وغالباً ما يكون قيء قذقي) و تغيرات في الحالة الذهنية. فمن الممكن أن يؤدي عدم معالجة اعتلال فرط ضغط الدم إلى الذهول والغيبوبة والنوبة وقد يؤدي إلى الموت خلال ساعات. من المهم التمييز بين اعتلال فرط ضغط الدم والأعراض العصبية والتي قد يكون لها صلة بفرط ضغط الدم على سبيل المثال؛ إقفار المخ والسكتة النزفية والخثارية ونوبات الصرع والإصابات الجسمية والهذيان الرعاشي والتهاب السحايا والبرفيرية الحادة المتقطعة والإصابة الكيماوية للدماغ والاعتلال الدماغي اليوريمي.

## المضاعفات المؤثرة على العين

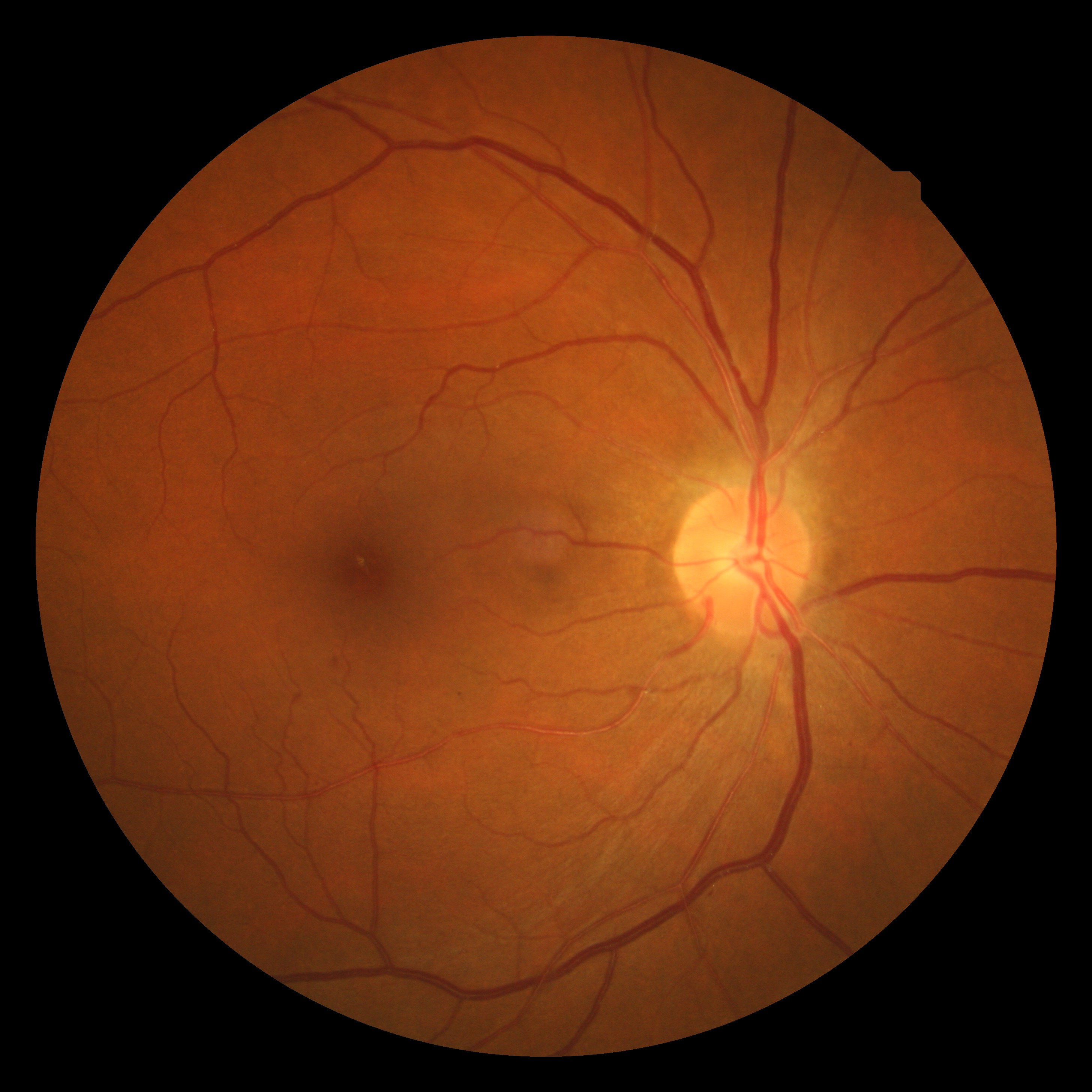
اعتلال الشبكية بفرط ضغط الدم مع تخصر شرياني وريدي ومنعطف وعائي خفيف.

تتميز حالة اعتلال الشبكية عند الأشخاص المصابين بارتفاع ضغط الدم بطيف من العلامات المرضية الوعائية الشبكية. في عام 1859 وصف لايبريش ذلك الاعتلال . تمر أوعية الشبكية في العين يمر بسلسلة من التغيرات المرضية نتيجة لارتفاع ضغط الدم. أول المراحل، مرحلة تضيق الأوعية وفيها تتعرض الأوعية الدموية إلى التشنج وزيادة التوتر الشرياني في شبكية العين نظراً لآليات التنظيم الذاتي. وتشخص هذه المرحلة السريرية على أنها تضييق معمم لشرايين الشبكية. كما يؤدي ارتفاع ضغط الدم المستمر إلى تغليظ الغلالة الباطنة وفرط تنسج جدار الغلالة الوسطانية وبالتالي مرحلة تنكس هياليني ومرحلة التصلب. يقابل هذه المرحلة أشد أنواع التضييق الشرياني وهي التضييق البؤري والمعمم وفيه تحدث تغيرات في المواصل الشريانية والوريدية وأيضاً تحدث تغيرات في المنعكس الشرياني الضوئي (أي توسيع الانعكاس المركزي للضوء وتركيزه أو ما يسمى «السلك النحاسي»).
ويلي ذلك مرحلة النضحة وفيها يحدث تمزق في الحائل الشبكي الدموي ونخر للعضلات الملساء وخلايا الباطنة الغشائية ونضح للدم والدهنيات ونقص التروية الشبكي. وتظهر هذه التغيرات في الشبكية كأم الدم المجهرية ونزوف ونضحات قوية وبقع قطنية. من الممكن أن يحدث تورم القرص البصري في هذه الحالة وعادةً مايشير إلى ارتفاع شديد في ضغط الدم (أي فرط ضغط الدم الخبيث). ولكن مع توفر أحدث الأساليب لقياس ضغط الدم ومراقبته لدى عامة الناس أصبح ارتفاع ضغط الدم الخبيث نادرًا حدوثه. وعلى عكس ذلك، فأن المضاعفات كأم الدم والانسدادت الوريدية الفرعية التي نتجت عن فرط ضغط الدم الوعائي أمراض غير شائعة الحدوث لدى المرضى الذين يعانون من انحفاض في ضغط الدم. وعلى أي حال فأن هذه المراحل من اعتلال الشبكية قد لا تكون متتابعة،  مثال على ذلك: علامات اعتلال الشبكية التي تعكس مرحلة النضح كنزف الشبكية وأم الدم المجهرية يمكن مشاهدتها في العين التي ليس لديها تجليات مرحلة التصلب. كما تعد علامات النضح غير محددة إذ يمكن مشاهدتها في مرضى السكري وغيرها من الحالات.  

## المضاعفات المؤثرة على الكلى
يعد فرط ضغط الدم عامل خطر للإصابة بالكلى أو بمرض الكلى المزمن. حيث تبدو الإصابة بالكلى ذات علاقة بضغط الدم الانبساطي والانقباضي، وعند ارتفاع ضغط الدم فأن الرجال ذو البشرة السمراء هم أكثر عرضه من الرجال ذو البشرة البيضاء لخطر تطور مرض الكلى إلى مرض كلى مزمن .
يتسبب التصلب العصيدي وفرط ضغط الدم في الكلية بآفات وعائية مما يؤثر أولاً، على الشرينات السابقة للكبيبة  فينتج عن ذلك تغيرات إقفارية في بنية الكبيبة وخلف الكبيبة. وقد يسبب التليف الكليبي أيضاً ضرراً مباشراً على الشعيرات الدموية وبالتالي نقصًا في ترشيح الدم. كما يتطور مرض الكبيبة إلى تصلب الكبيبات مما قد يسبب إلى نقص التروية في وحدة الأنبوبية الكلوية ثم يؤدي إلى ضمور الكلية. كذلك تتعلق آفة الكلى بفرط ضغط الدم الخبيث مكوناً في الشرايين الواردة النخر شبه فبريني   وقد يمتد في بعض الأحيان إلى الكبيبات وينتج عنه نخر بؤري في حزمة الكبيبة. 
سريريًا فأن ما يساعد على الإصابة بالكلى هو بيلة الألبومين (حين يكون المعدل العشوائي لألبومين البول/الكرياتينين > 300 ملغ/1غ) أو بيلة الأبومينية الزهيدة (حين يكون المعدل العشوائي لألبومين البول/الكرياتينين 30- 300 ملغ/1غ). هذان العاملان أيضا يعدّان عاملا خطرٍ لتفاقم اعتلال الكلى وأمراض القلب الوعائية.

## المضاعفات المرتبطة بالسكري وفرط ضغط الدم
يعد فرط ضغط الدم أو ارتفاعه أحد مضاعفات مرض السكر. وتشير البيانات إلى أن ما لا يقل عن 60-80 في المائة من المصابين بالسكري سيصابون بارتفاع ضغط الدم في نهاية المطاف. وقد يستغرق ارتفاع ضغط الدم في مراحل مبكرة على الأقل من 10-15 عاماً ليتطور تدريجياً . كما أن هناك عوامل أخرى بجانب السكري قد تزيد من ارتفاع ضغط الدم كالسمنة ومقاومة الإنسولين وارتفاع مستويات الكوليسترول. بصفة عامة، أقل من 25 في المائة من  المصابين بالسكري لديهم قدرة السيطرة على ارتفاع ضغط الدم. كما يرتبط وجود ارتفاع ضغط الدم في مرضى السكري بارتفاع الوفيات في المقام الأول وذلك للمصابين بمرض القلب والسكتات.
يعد تصلب الشرايين السبب الرئيسي وراء تطور ارتفاع ضغط الدم لدى المصابين بالسكري. فالسكري يساعد على سرعة الإصابة بتصلب الشرايين. والحقيقة الأخرى للسكري بأنه يؤثر على الأوعية الدموية الكبيرة والصغيرة في الجسم. ومع مرور الوقت، تصبح تلك الأوعية مسدودة بأنسجة دهنية تفقد مرونتها. لذلك تكون عملية تصلب الشرايين لدى هؤلاء المرضى سريعة وخصوصاً عند عدم التحكم الجيد في معدل سكر الدم. وفي نهاية الأمر، يؤدي ارتفاع ضغط الدم إلى قصور القلب والسكتات الدماغية والنوبة القلبية والعمى وقصور الكلى وفقدان الرغبة الجنسية وضعف تدفق الدم في الأوعية الدموية للساقين. وقد يؤدي نقص ذلك إلى زيادة فرصة تعرض القدم إلى البتر. ينبغى أن يعلم مرضى السكري أن الارتفاع الطفيف لضغط الدم يمكن أن يكون مضرًا بالصحة. وقد أظهرت الدراسات ان مرضى السكر الذين يعانون من ارتفاع طفيف في ضغط دم معروضون من 2-3 مرات لخطر الإصابة بأمراض القلب مقارنة بالأصحاء.
تختلف قراءات ضغط الدم ولكن ينبغي ألا تتجاوز قرأته 140/80 وهذا ما ينصح به الخبراء. علاوة على ذلك يعد ارتفاع ضغط الدم مرضًا صامتًا لذلك من المهم جداً قياس  ضغط الدم بشكل منتظم لجميع مرضى السكري. كما توصى الجمعية الأمريكية للسكري أن يتم قياس ضغط الدم في مراكز الرعاية الصحية وذلك على الأقل 2-5 مرات في السنة.

### علاج فرط ضغط الدم لمرضى السكري
هناك ثلاثة طرق لعلاج ارتفاع ضغط الدم عند مرضى السكري :
العلاج بالأدوية كمثبطات إنزيم المحول للأنجيوتنسين (ACEI) ويستخدم بشكل واسع  لضبط ضغط الدم عند مرضى السكري. ولا تستخدم هذه الأدوية فقط لضبط ضغط الدم بل أيضاً لتأخير ومنع تطور اعتلال الكلى لهؤلاء المرضى. وقد أظهرت العديد من الدراسات أنه يجب استخدام ACEI كخيار أول لمرضى السكري المصابين بارتفاع ضغط الدم. كما تستخدم أدوية أخرى كمدرات البول لعلاج ارتفاع ضغط الدم. وفي بعض الأحيان يستخدم مزيج من الأدوية لذلك. ما يجب على مرضى السكري فعله هو الإقلاع عن التدخين .لأن ذلك قد يؤدي لمضاعفات السكري والتدخين والتي تقود إلى بتر الأصابع والقدم. يمكن الوقاية من مضاعفات السكري بقياس سكر الدم بانتظام ليبقى متوازناً مع غالبية مضاعفات السكري لضمان بقاء سكر الدم ضمن المعدلات الطبيعية. كما يوصى بتناول نظام غذائي صحي وتجنب الأطعمة السكرية والتقليل من تناول الملح. والتأكد من المحافظة على مستويات كلوسترول مضبوطة. كما يجب على جميع مرضى السكري ممارسة الرياضة كالمشي مرتين في اليوم لمدة 30 دقيقة وهذا يعد بديلاً للذهاب إلى النوادي الرياضية، أيضاً يساعد فقدان الوزن في تحسين معدل السكر بالدم وزيادة حساسية الأنسولين وخفض ضغط الدم.